# Nastri d'argento 1948
La 3ª edizione dei Nastri d'argento si è tenuta nel 1948.

## Vincitori

### Miglior film a soggetto
- Gioventù perduta - regia di Pietro Germi

### Migliore regia
- Alberto Lattuada - Il delitto di Giovanni Episcopo
- Giuseppe De Santis - Caccia tragica

### Miglior soggetto
- Ennio Flaiano - Roma città libera

### Migliore sceneggiatura
- Gaspare Cataldo, Guido Pala e Alberto Vecchietti  - I fratelli Karamazoff

### Migliore fotografia
- Piero Portalupi - Preludio d'amore

### Migliore scenografia
- Piero Filippone - La figlia del capitano

### Migliore commento musicale
- Renzo Rossellini - I fratelli Karamazoff

### Migliore attrice protagonista
- Anna Magnani - L'onorevole Angelina

### Migliore attore protagonista
- Vittorio De Sica - Cuore

### Migliore attrice non protagonista
- Vivi Gioi - Caccia tragica

### Migliore attore non protagonista
- Nando Bruno - Il delitto di Giovanni Episcopo

### Miglior documentario
- Piazza San Marco - regia di Francesco Pasinetti
- N. U. - Nettezza urbana - regia di Michelangelo Antonioni

### Migliore attore straniero in film italiano
- Jacques Sernas - Gioventù perduta

### Migliore attore debuttante
- Luigi Tosi - Tombolo, paradiso nero

### Per il significato morale del soggetto
- Giovanni Battista Angioletti - L'ebreo errante

### Miglior film straniero
- Sfida infernale (My Darling Clementine) - regia di John Ford